# Об'єктно-реляційне відображення
ORM (англ. Object-relational mapping, Об'єктно-реляційна проєкція) — технологія програмування, яка зв'язує бази даних з концепціями об'єктно-орієнтованих мов програмування, створюючи «віртуальну об'єктну базу даних».

## Проблема
В об'єктно-орієнтованому програмуванні об'єкти в програмі представляють об'єкти з реального світу. Як приклад можна навести адресну книгу, яка містить список людей разом з кількома телефонами і кількома адресами. В термінах об'єктно-орієнтованого програмування вони будуть представлені об'єктами класу «Людина», які міститимуть такі атрибути: ім'я, список (або масив) телефонів і список адрес.
Суть проблеми полягає в перетворенні таких об'єктів у форму, в якій вони можуть бути збережені у файлах або базах даних, і які легко можуть бути витягнуті в подальшому, зі збереженням властивостей об'єктів і відношень між ними. Ці об'єкти називають «постійними» (англ. persistent). Існує кілька підходів до розв'язання цієї задачі.

## Реляційні СУБД
Вирішення проблеми зберігання даних існує — це реляційні системи управління базами даних. Використання реляційної бази даних для зберігання об'єктно-орієнтованих даних приводить до семантичного провалу, примушуючи програмістів писати програмне забезпечення, яке повинне вміти як обробляти дані в об'єктно-орієнтованому вигляді, так і вміти зберегти ці дані в реляційній формі. Ця постійна необхідність в перетворенні між двома різними формами даних не тільки сильно знижує продуктивність, але і створює труднощі для програмістів, оскільки обидві форми даних накладають обмеження одна на одну.
Реляційні бази даних використовують набір таблиць, що представляють прості дані. Додаткова або зв'язана інформація зберігається в інших таблицях. Часто для зберігання одного об'єкта в реляційній базі даних використовують кілька таблиць; це, у свою чергу, вимагає застосування операції JOIN для отримання всієї інформації, що стосується об'єкта, для її обробки. Наприклад, в розглянутому варіанті із записною книгою, для зберігання даних, швидше за все, використовуватимуться як мінімум дві таблиці: люди і адреси, і, можливо, навіть таблиця з телефонними номерами.
Оскільки системи управління реляційними базами даних зазвичай не реалізують реляційного представлення фізичного рівня зв'язків, виконання кількох послідовних запитів (що стосуються однієї «об'єктно-орієнтованої» структури даних) може бути дуже витратним. Зокрема, один запит вигляду «знайти такого-то користувача і всі його телефони і всі його адреси і повернути їх у такому форматі», швидше за все, буде виконаний швидше за серію запитів вигляду «Знайти користувача. Знайти його адреси. Знайти його телефони». Це відбувається завдяки роботі оптимізатора і витратам на синтаксичний аналіз запиту.
Деякі реалізації ORM автоматично синхронізують завантажені в пам'ять об'єкти з базою даних. Для того, щоб це було можливим, після створення SQL-запиту, що перетворює об'єкт в SQL, отримані дані копіюються в поля об'єкта, як у всіх інших реалізаціях ORM. Після цього об'єкт повинен стежити за змінами цих значень і записувати їх у базу даних.
Системи управління реляційними базами даних показують хорошу продуктивність на глобальних запитах, які зачіпають велику ділянку бази даних, але об'єктно-орієнтований доступ ефективніший при роботі з малими обсягами даних, бо це дозволяє скоротити семантичний провал між об'єктною і реляційною формами даних.
При одночасному існуванні цих двох різних світів збільшується складність об'єктного коду для роботи з реляційними базами даних, і він стає схильнішим до помилок. Розробники програмного забезпечення, що ґрунтується на базах даних, шукали легший спосіб досягнення постійності їхніх об'єктів.

## Рішення
Розроблено безліч пакетів, що знімають необхідність у перетворенні об'єктів для зберігання в реляційних базах даних.
Деякі пакети вирішують цю проблему, надаючи бібліотеки класів, здатних виконувати такі перетворення автоматично. Маючи список таблиць в базі даних і об'єктів в програмі, вони автоматично перетворять запити з одного вигляду в іншій. В результаті запиту об'єкта «людина» (з прикладу з адресною книгою) необхідний SQL-запит буде сформований і виконаний, а результати «магічним» чином перетворені в об'єкти «номер телефону» всередині програми.
З погляду програміста система повинна виглядати як постійне сховище об'єктів. Він може просто створювати об'єкти і працювати з ними як завжди, а вони автоматично зберігатимуться в реляційній базі даних.
На практиці все не так просто і очевидно. Всі системи ORM зазвичай проявляють себе в тому або іншому вигляді, зменшуючи в деякому роді можливість ігнорування бази даних. Більш того, шар транзакцій може бути повільним і неефективним (особливо в термінах згенерованого SQL). Все це може привести до того, що програми працюватимуть повільніше і використовуватимуть більше пам'яті, ніж програми, написані «вручну».
Але ORM позбавляє програміста від написання великої кількості коду, часто одноманітного і схильного до помилок, тим самим значно підвищуючи швидкість розробки. Крім того, більшість сучасних реалізацій ORM дозволяє програмістові при необхідності жорстко задати код SQL-запитів, який використовуватиметься при тих чи інших діях (збереження в базу даних, завантаження, пошук тощо) з постійним об'єктом.

## Реалізації
Існують як комерційні, так і вільні реалізації цієї технології.
- Sequelize (JavaScript)
- JPA, Hibernate (Java)
- Syrius, Doctrine (PHP)
- SQLAlchemy (Python)
- Entity Framework (.NET Framework)
- Entity Framework Core (.NET Core)